# Кариопикноз
Кариопикно́з (от греч. κάρυον — «орех, ядро» и πυκνός — «плотный») или пикно́з — сморщивание клеточного ядра в виде конденсации его хроматина.
Кариопикноз является одним из этапов некробиоза или апоптоза и предшествует кариорексису и кариолизису.
Ядро клетки при кариопикнозе уменьшается в объёме из-за потери воды и окрашивается основными красителями интенсивнее, чем ядро нормально функционирующей клетки, так как от нуклеопротеидов отщепляется нуклеиновая кислота, обусловливающая такое окрашивание. Пикноз также можно наблюдать при созревании эритроцитов (красных кровяных клеток) и нейтрофилов (типа белых кровяных клеток). Созревающий ортохромный эритробласт (стадия созревания эритроцитов) будет иметь уплотнённое ядро перед тем, как вытеснить его, тем самым превращаясь в ретикулоцит. Созревающий нейтрофил уплотняет своё ядро, и оно превращается в несколько соединённых между собой частей, которые останутся в клетке до её гибели.
Пикнотические ядра часто встречаются в ретикулярной зоне надпочечников.